# Myer Bevan
Myer Stefan Major Bevan, né le 23 avril 1997 à Auckland, est un footballeur international néo-zélandais qui joue au poste d'attaquant au Cavalry FC en Première ligue canadienne.

## Biographie

### Parcours en club
Bevan Myer complète sa formation en Nouvelle-Zélande avec Western Springs avant de rejoindre Auckland City où il fait ses débuts professionnels le 28 février 2016, entrant à la 86e minute face à WaiBOP United. Au cours de l'été 2016, il part pour l'Angleterre et la Nike Academy.
Le 15 mai 2017, il s'engage en faveur de l'équipe réserve des Whitecaps de Vancouver, en United Soccer League. Après une saison en deuxième division, il signe un contrat avec l'équipe première en Major League Soccer le 13 décembre 2017.
Très tôt au cours de la saison 2018, en mars, il est prêté à l'Husqvarna FF en troisième division suédoise. Il y joue huit rencontres, dont cinq comme titulaires avant de rentrer à Vancouver où il est de nouveau prêté, cette fois-ci au Fresno FC, en deuxième division nord-américaine
Libéré de son contrat par Vancouver au terme de la saison 2018, il s'entraîne avec la formation de A-League du Wellington Phoenix puis le Puszcza Niepołomice, club polonais, au début de l'année 2019 mais ne décroche aucun contrat
Peu après avoir commencé la saison 2019-2020 en seconde division néo-zélandaise avec le Western Springs FC, le 15 septembre 2019, il fait son retour à Auckland City et retrouve la première division où il brille en inscrivant quinze buts en seize rencontres sur la saison 2019-2020.
À l'issue de cette fructueuse saison, il s'engage en faveur du TS Galaxy FC en première division sud-africaine à la fin du mois d'octobre 2020.

### Parcours en sélection
Myer Bevan compte deux sélections et un but avec l'équipe de Nouvelle-Zélande depuis 2017.
Avec les moins de 20 ans, il participe à la Coupe du monde des moins de 20 ans 2017, compétition organisée en Corée du Sud. Lors du mondial junior, il joue quatre matchs, et inscrit un doublé contre le Honduras. La Nouvelle-Zélande est éliminée en huitièmes de finale par les États-Unis.
Il est convoqué pour la première fois en équipe de Nouvelle-Zélande par le sélectionneur national Anthony Hudson, pour un match des éliminatoires de la Coupe du monde 2018 lors du barrage continental contre les Salomon le 1er septembre 2017.  Lors de ce match, il entre à la 74e minute de la rencontre, à la place de Kosta Barbarouses . La rencontre se solde par une victoire 6-1 des Néo-Zélandais. Lors du match retour, il est titulaire, et inscrit son premier but en sélection (2-2).

## Statistiques
| Saison                | Club                  | Championnat           | Championnat | Championnat | Coupe(s) nationale(s) | Coupe(s) nationale(s) | Compétition(s) continentale(s) | Compétition(s) continentale(s) | Compétition(s) continentale(s) | Séries | Séries | Nouvelle-Zélande | Nouvelle-Zélande | Total | Total |
| Saison                | Club                  | Division              | M.          | B.          | M.                    | B.                    | Comp.                          | M.                             | B.                             | M.     | B.     | M.               | B.               | M.    | B.    |
| 2015-2016             | Auckland City FC      | Premiership           | 1           | 0           | -                     | -                     | -                              | -                              | -                              | -      | -      | -                | -                | 1     | 0     |
| 2017                  | Whitecaps FC 2        | USL                   | 13          | 3           | -                     | -                     | -                              | -                              | -                              | -      | -      | 2                | 1                | 15    | 4     |
| 2018                  | Husqvarna FF (prêt)   | Division 1            | 8           | 2           | -                     | -                     | -                              | -                              | -                              | -      | -      | 2                | 0                | 10    | 2     |
| 2018                  | Fresno FC (prêt)      | USL                   | 7           | 0           | -                     | -                     | -                              | -                              | -                              | -      | -      | 2                | 1                | 9     | 1     |
| 2019                  | Western Springs AFC   | NRFL Premier          | 13          | 7           |                       |                       | -                              | -                              | -                              | -      | -      | -                | -                | 13    | 7     |
| 2019-2020             | Auckland City FC      | Premiership           | 16          | 15          | -                     | -                     | OFC                            | 3                              | 2                              | -      | -      | -                | -                | 19    | 17    |
| 2020-2021             | TS Galaxy FC          | Premiership           | 3           | 0           | 0                     | 0                     | -                              | -                              | -                              | -      | -      | -                | -                | 3     | 0     |
| 2021                  | Auckland City         | National League       | 2           | 2           | -                     | -                     | -                              | -                              | -                              | -      | -      | -                | -                | 2     | 2     |
| 2022                  | Cavalry FC            | PLCan                 | 11          | 2           | 2                     | 3                     | -                              | -                              | -                              | 1      | 1      | -                | -                | 14    | 6     |
| 2023                  | Cavalry FC            | PLCan                 | 9           | 5           | 1                     | 1                     | -                              | -                              | -                              | -      | -      | -                | -                | 10    | 6     |
| Sous-total            | Sous-total            | Sous-total            | 20          | 7           | 3                     | 4                     | -                              | -                              | -                              | 1      | 1      | -                | -                | 24    | 12    |
| Total sur la carrière | Total sur la carrière | Total sur la carrière | 84          | 37          | 3                     | 4                     | -                              | 3                              | 3                              | 1      | 1      | 6                | 2                | 97    | 47    |